# Laraesima asperata
Laraesima asperata är en skalbaggsart som först beskrevs av Bates 1885.  Laraesima asperata ingår i släktet Laraesima och familjen långhorningar. Inga underarter finns listade i Catalogue of Life.